# محمد العزيز بن عاشور
محمد العزيز بن عاشور  ولد في 5 يناير 1951 في المرسى، هو سياسي تونسي ومؤرخ متخصص في التاريخ الحضري والاجتماعي والثقافي في تونس الحديثة والحضارة الإسلامية.

شغل منصب وزير الثقافة بين 2004 و2008، ثم مدير عام المنظمة العربية للتربية والثقافة والعلوم بين 2009 و2013.

## السيرة الذاتية
ينتمي محمد العزيز لعائلة بن عاشور وهي عائلة برجوازية عريقة في تونس العاصمة تنحدر من الأندلس. هو حفيد الشيخ محمد الطاهر بن عاشور، وابن عبد الملك بن عاشور وراضية الجلولي.

تحصل على شهادة الماجستير في التاريخ من جامعة تونس، ثم على شهادة الدراسات المعمقة ثم دكتوراه في الحضارة الإسلامية سنة 1977، وفي سنة 1986 تحصل على دكتوراه في العلوم الإنسانية، وتحصل عليهم جميعا من السوربون.

كان مدير علوم التراث في المعهد الوطني للتراث ثم المدير العام للمعهد العالي لتاريخ الحركة الوطنية وفي نفس الوقت محافظ الموقع التاريخي بسيدي بوسعيد. بين 1995 و2000 كان يشتغل منصب مستشار بلدي عن التجمع الدستوري الديمقراطي في تونس العاصمة، وأصبح نائب رئيس بلدية تونس حتى 2005.

في نوفمبر 2004، عين وزيرا للثقافة في حكومة محمد الغنوشي الأولى وبقي على رأس الوزارة حتى أغسطس 2008. في ديسمبر من نفس السنة، انتخب كمدير عام المنظمة العربية للتربية والثقافة والعلوم لولاية تدوم أربعة سنوات، وبدأ مهامه في 1 فبراير 2009.

## الجوائز والأوسمة
الجوائز
- 1980: جائزة آغا خان للعمارة.[3]
- 2012: جائزة منتدى كرانز مونتانا.[4]
- 2012: جائزة الثقافة لمؤسسة مديترانيو.[5]

الأوسمة
- الصنف الأول من وسام الجمهورية (تونس).[6]
- قائد وسام 7 نوفمبر (تونس).[7]
- الدرجة الأولى من وسام المنظمة الإسلامية للتربية والعلوم والثقافة.[8]
- فارس وسام الاستحقاق الوطني الفرنسي.[9]
- ضابط وسام السعفات الأكاديمية (فرنسا).[9]
- قائد وسام الفنون والآداب الفرنسي.[1][7]

## مؤلفاته
- Les ulamâ de Tunis aux XVIIIe et XIXe siècles (علماء مدينة تونس في القرنين الثامن عشر و التاسع عشر)، منشورات جامعة باريس السوربون، باريس، 1977.
- Catégories de la société tunisoise dans la deuxième moitié du XIXe siècle (فئات المجتمع التونسي في النصف الثاني من القرن التاسع عشر)، منشورات المعهد الوطني للآثار والفنون، تونس العاصمة، 1989.
- الزيتونة، المعلم و رجاله، دار سراس للنشر، تونس العاصمة، 1991.
- Les décorations tunisiennes d'époque husseïnite (الأوسمة التونسية في الفترة الحسينية)، منشورات Sagittaire، تونس العاصمة، 1994 (ردمك 9973973801).
- Les Arabes : du message à l'histoire (العرب: من رسالة إلى تاريخ؛ بالتشارك مع أندريه ميكيل ودومينيك شوفالييه)، منشورات Fayard، باريس، 1995 (ردمك 2213593302).
- Le Bardo, palais des beys de Tunis (باردو، قصر بايات تونس)، منشورات Sagittaire، تونس العاصمة، 2000.
- La cour du bey de Tunis (بلاط باي تونس)، منشورات Espace Diwan، تونس العاصمة، 2003.
- Zaouïas et confréries. Aspects de l'islam mystique dans l'histoire tunisienne (الزاوية و الأخوة. جوانب الإسلام الصوفي في التاريخ التونسي)، منشورات Sagittaire، تونس العاصمة، 2004 (ردمك 9973973852).
- L'Excès d'Orient. La notion de pouvoir dans le monde arabe (فائض الشرق. مفهوم السلطة في الوطن العربي)، منشورات Erick Bonnier، باريس، 2015 (ردمك 2367600430).
- La Tunisie, la Méditerranée et l'Orient au miroir de l'histoire (تونس و البحر المتوسط و الشرق في مرآة التاريخ)، مؤسسة ليدرز، تونس، 2020